# Meiorhopalon arenicolum
Meiorhopalon arenicolum är en nässeldjursart som beskrevs av von Salvini-Plawen 1984. Meiorhopalon arenicolum ingår i släktet Meiorhopalon och familjen Boreohydridae. Inga underarter finns listade i Catalogue of Life.